# Harpagocnema eremoplana
Harpagocnema eremoplana là một loài bướm đêm trong họ Geometridae.